# 汉斯·拜尔
汉斯·拜尔（挪威語：Hans Beyer，1889年8月23日—1965年5月15日），生于卑尔根，挪威男子竞技体操运动员。他曾代表挪威获得1912年夏季奥运会体操比赛男子团体自由式金牌。他于1965年在摩城去世。